# Aleksandr Łabutkin
Aleksandr Aleksiejewicz Łabutkin ros. Александр Алексеевич Лабуткин (ur. 1910 w Sankt Petersburgu, zm. 1935) – rosyjski seryjny morderca zwany Jednorękim bandytą. W latach 1933–1935 zamordował w okolicach Leningradu 15 osób.

## Życiorys
Pochodził z rodziny robotniczej. Pod koniec lat 20. rozpoczął pracę w zakładach zbrojeniowych Krasnoznamieniec, gdzie przestrzeliwał produkowaną tam broń. Tam też poznał metody produkcji materiałów wybuchowych. W 1930 w czasie próby wykarczowania pnia drzewa za pomocą piroksyliny stracił prawą dłoń. Już jako inwalida zatrudnił się w Kombinacie Ochtyńskim w Leningradzie. Wśród robotników wyróżniał się zamiłowaniem do modnych ubrań. Nosił najczęściej ciemną marynarkę i kapelusz z szerokim rondem. Ze swojego pierwszego miejsca pracy wyniósł także zamiłowanie do broni palnej. Znajomy ślusarz, pracujący w zakładach Krasnoznamieniec, zaopatrzył go w rewolwer i naboje.

## Zabójstwa
30 sierpnia 1933 Łabutkin zabrał ze sobą rewolwer i udając grzybiarza dotarł do lasu, w pobliżu wsi Prigorodnyj (Obwód leningradzki) W lesie spotkał grupę dwóch mężczyzn i trzech kobiet, wracających z grzybobrania. Łabutkin oddał w ich kierunku kilka celnych strzałów. Cztery osoby zginęły na miejscu, a jedna z kobiet zmarła w szpitalu, nie odzyskawszy przytomności. Zabójca zabrał swoim ofiarom koszyk z grzybami i kilka drobnych przedmiotów.
Kolejnej zbrodni Łabutkin dokonał 2 grudnia 1933. W tym samym lesie, co poprzednio zastrzelił dwie osoby. Zamordowanym zabrał walonki i jedzenie, które nieśli ze sobą. 11 kwietnia 1934 ofiarą Łabutkina padł ślusarz. Zabójca zabrał swojej ofierze teczkę z narzędziami i wyrwał mu złote zęby. Kolejnej zbrodni dopuścił się siedem miesięcy później. Ofiarą Łabutkina padł mężczyzna, zajmujący się chwytaniem dzikich ptaków. Zdobyczą zabójcy była tym razem klatka z ptakami.
Kolejne cztery osoby Łabutkin zabił 11 stycznia 1935. W odstępie dwóch godzin zastrzelił dwie pary, spacerujące po lesie. Swoim ofiarom zabrał kilka przedmiotów osobistych. Miesiąc później (17 lutego) zastrzelił w lesie robotnika. Ostatniej zbrodni Łabutkin dopuścił się 18 marca 1935. Tym razem strzelał do małżeństwa, spotkanego w lesie. Mężczyzna zginął na miejscu (ostatnia, 15 ofiara mordercy), ale kobieta lekko ranna uciekła i pomogła milicji zatrzymać zabójcę.

## Proces i wyrok
W czasie procesu Łabutkin przyznał się do dokonania 12 zabójstw. Milicja aresztowała żonę Łabutkina, Marię. Łabutkin nie ujawnił motywów swojego postępowania. Latem 1935 został skazany na karę śmierci przez rozstrzelanie. Wyrok wykonano tuż po zakończeniu procesu.